# Ottavio Panciroli
Ottavio Panciroli, född 1554 i Reggio Emilia, död 14 mars 1624 i Tivoli, var en italiensk historiker och författare. Han utgav bland annat I tesori nascosti nell'alma città di Roma och Roma sacra e moderna.